# Сагласност
Сагласност се јавља када једна особа добровољно пристане на предлог или жеље друге особе. То је термин из свакодневног говора, са специфичним дефиницијама које се користе у областима као што су право, медицина, истраживање и сексуална сагласност. Сагласност, како се схвата у одређеним контекстима, може се разликовати од свог свакодневног значења. На пример, особа са менталним поремећајем, ниским менталним узрастом или особа млађа од законске старости за сексуални пристанак може добровољно да се упусти у сексуални чин који и даље не испуњава законски праг за сагласност како је дефинисано важећим законом.
Агенције Уједињених нација и иницијативе у програмима сексуалног образовања верују да је подучавање теме пристанка као дела свеобухватног сексуалног образовања корисно. Врсте пристанка укључују имплицитна сагласност, изричита сагласност, информисана сагласност и једногласна сагласност.

## Врсте
- Изричита сагласност је она која је несумњиво изречена, а не имплицитна. Може се дати у писаној форми, нпр. уговором,[3] говором (усмено), или невербално, нпр. јасним гестом као што је климање главом. Неписана изричита сагласност која није доказана сведоцима или аудио или видео снимком може се оспорити ако страна порекне да је дата.
- Имплицитна сагласност је сагласност која се закључује из поступака особе и чињеница и околности одређене ситуације (или у неким случајевима, ћутањем или неактивношћу особе). Примери укључују недвосмислено подстицање или иницирање сексуалне активности или имплицитну сагласност на физички контакт учесника у хокејашкој утакмици или напад на боксерском мечу.
- Информисана сагласност у медицини је пристанак који даје особа која има јасно разумевање чињеница, импликација и будућих последица одређене радње. Термин се користи и у другим контекстима, као што су друштвено-научна истраживања, када се од учесника тражи да потврде да разумеју поступак истраживања и да пристају на њега, или у сексу, где информисани пристанак значи да је свака особа која се бави сексуалном активношћу свесна свих позитивних статуса (за сексуално преносиве инфекције и/или болести) којима би се могла изложити.
- Једногласна сагласност, или општа сагласност, групе више странака (нпр. удружења) је сагласност коју дају све стране.
- Заменска сагласност, или доктрина заменског суда, омогућава доносиоцу одлуке да покуша да утврди одлуку коју би неспособна особа донела да је способна. [4]
- Претходна сагласност, када је сагласност дата унапред, генерално се сматра неважећом[5] уз одређене изузетке у зависности од надлежности за унапред дате директиве о здравственој заштити,[6] комерцијалне уговоре[7] и друго.[8][9][10]
- Сагласност се може дефинисати према суштинској једнакости.[5]
- У међународном праву, сагласност се односи на државе, а не на појединце. Сагласност је кључни принцип међународног права који захтева сагласност свих релевантних страна да би било какве измене правила биле правно обавезујуће. Међутим, неки правни стручњаци предлажу да консензус међу државама, а не експлицитна сагласност сваке државе, може бити стандард по којем се правило сматра обавезним и применљивим.[11]